# Uýra Sodoma
Uýra (Santarém, 1991) es una artista travesti indígena brasileña (dos espíritus), también conocida por su nombre artístico Uýra Sodoma. Es licenciada en biología y tiene una maestría en ecología. Trabaja en el área de la educación artística. Uýra plantea temas relacionados con los derechos LGBTQIAPN+ y la defensa de la selva amazónica.

## Biografía

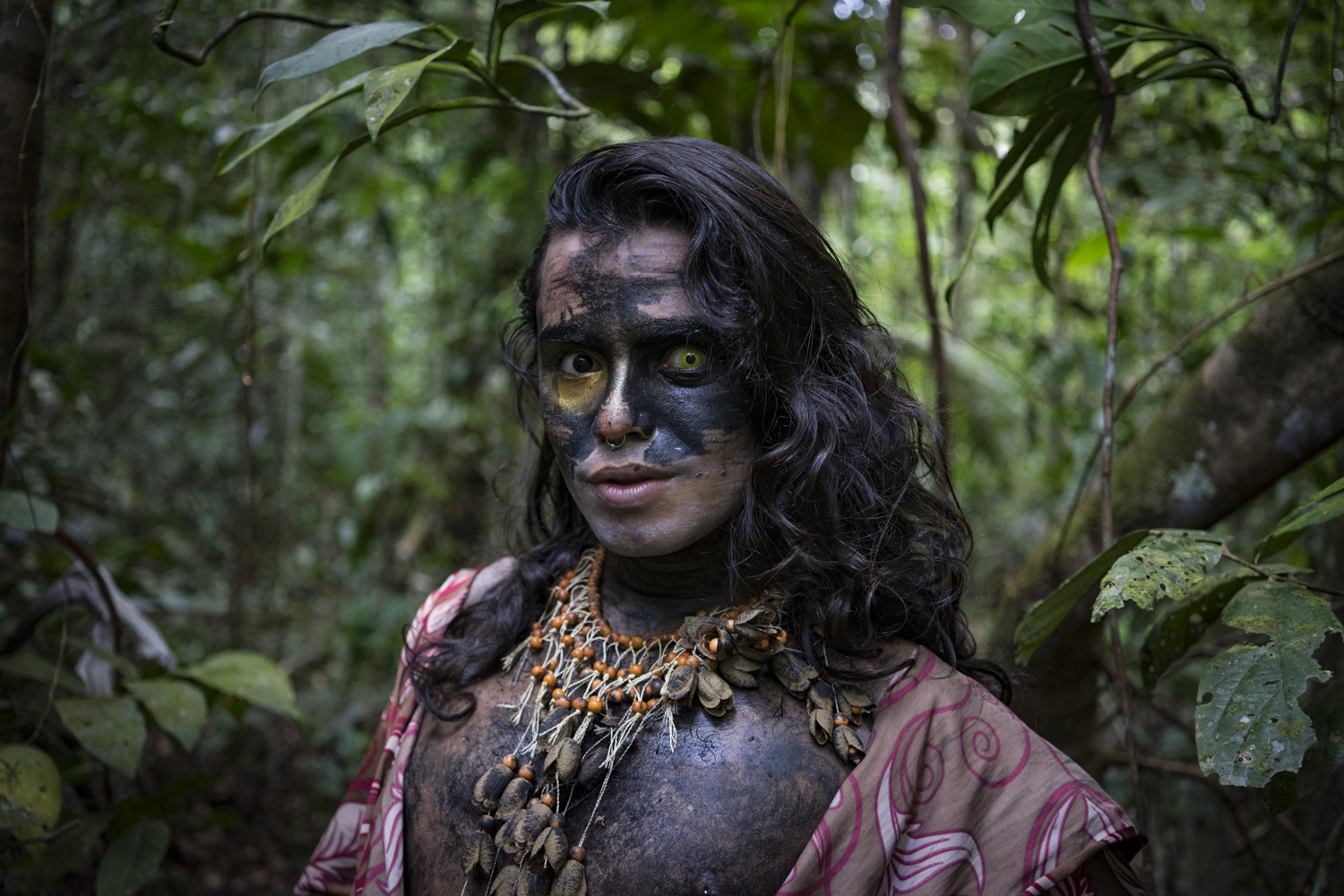
Uýra

Uýra nació en el pueblo de Mojuí dos Campos, cerca de Santarén, Pará, en 1991, pero a los cinco años se mudó a la capital, Manaus, con sus padres y su hermana mayor, para vivir en un contexto urbano y periférico. Sus bisabuelos eran migrantes del sertón de Ceará.
Su madre era empleada doméstica y su padre, reparador de neumáticos. Estudió en una escuela pública y eligió Biología por recomendación de un profesor. Se graduó en Biología gracias a trabajos temporales que le permitieron mantenerse durante sus estudios universitarios y obtuvo una maestría en ecología del Instituto Nacional de Investigaciones de la Amazonía (INPA). Trabajó en educación artística para comunidades ribereñas y coordinó el Proyecto "Incenturita" de la Fundação Amazônia Sustentável (Fundación Amazonía Sostenible), para 200 niños, niñas y adolescentes ribereños e indígenas de diversas localidades del Amazonas.
Uýra Sodoma, artista cuyo apodo también es A Árvore que anda (El árbol que camina), nació en 2016 tras el episodio "Ocupa Minc", realizado en protesta contra "la decisión del expresidente Michel Temer (MDB) de extinguir el Ministerio de Cultura", y para incitar debates interseccionales sobre el medio ambiente, la conservación y los derechos LGBT y indígenas en su región y en todo el mundo.
La transformación en Uýra implica dos horas de maquillaje y montaje, que siempre involucran elementos de la naturaleza: tintes naturales, conchas, ramas, semillas, hojas, flores, corteza, fibras y plumas. En sus performances, Uýra se transforma en animales y plantas para denunciar la violencia ambiental. Sus performances se desarrollan en paisajes que abarcan desde bosques hasta ciudades, desde galerías hasta escuelas.
Es una de las artistas que aparecen en el libro Eco-Lógicas Latinas, que presenta artistas y proyectos culturales de Latinoamérica que abordan la ecología en su obra.

## Premios y reconocimientos
- 2020 - Portada de Vogue Brasil[8]
- 2023 - Premio FOCO 2023[18]
- 2023 - Prêmio Sim à Igualdade Racial (Premio Sí a la Igualdad Racial), en la categoría "Arte en movimiento"[19][20][21][22]
- 2022 - Premio PIPA 2022[4][23][24][25]
- 2021 - "Falas da Terra", un especial de Rede Globo sobre el "Día de los Pueblos Indígenas"[8]
- 2017 - Ganadora del concurso de drag queens Rival Rebolado, edición de Manaus.[9]

## Obras

### Performances

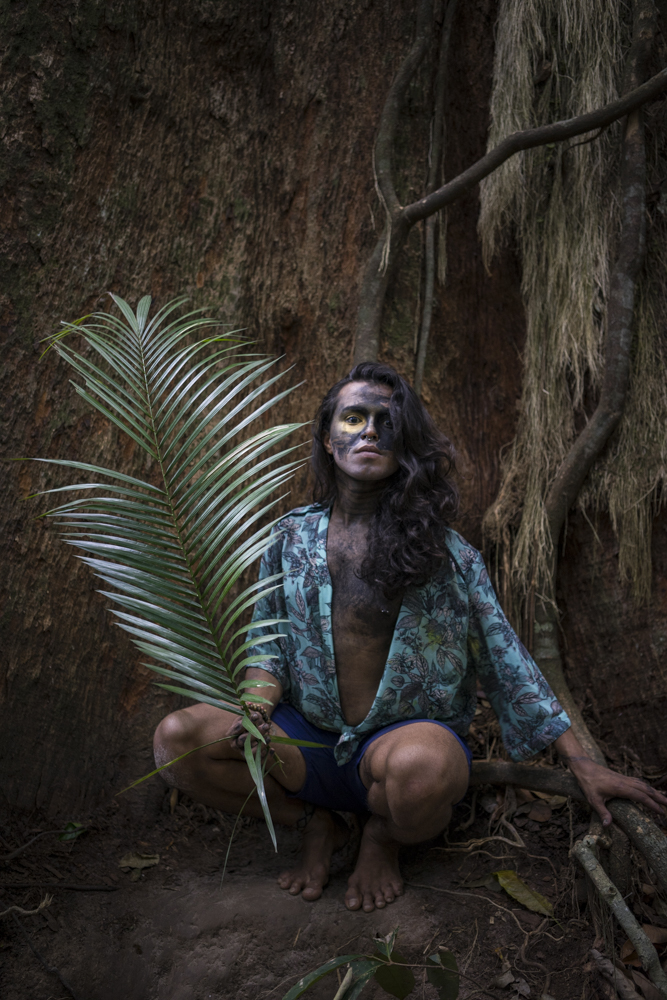
Uýra

Además de sus obras en instituciones internacionales en países como Austria, Francia, Países Bajos, Italia y San Francisco, también ha expuesto en:
- 2021 - Performance QUINTAL, en la UFMG[27]
- 2022 - Exposición de Arte 20.º Aniversario de la UNSSC[28]
- 2020 - "Manaus, una ciudad en el pueblo", en el Instituto Moreira Salles[5][29]
- 2023 - Árboles que caminan y otras historias de terquedad para reencantar el gran mundo, en la Universidad Católica Portuguesa.[30][31]
- 2023 - Centro Cultural Oi Futuro[32]
- 2023 - The Living Forest: UÝRA, en el Currier Museum of Art (Estados Unidos)[14]
- 2022 - Uýra: A retomada da Floresta, en la 43ª MUESTRA INTERNACIONAL DE CINE[33]
- 2022 - estreno mundial del largometraje autobiográfico "Uýra: A retomada da Floresta", en el Festival Internacional de Cine Frameline[6]
- 2022 - MIMO Festival Oporto[34]
- 2022 - Museo de Arte de Río (MAR)[35]
- 2022 - AQUÍ ESTAMOS, en el Museo de Arte Moderna (MAM Rio)[26][36]
- 2022 - Primiados PIPA 2022, en Paço Imperial, en Río de Janeiro[37]
- 2022 - ¡Manifiesta! (Bienal Europea Nómada)[38]
- 2022 - Premio PIPA 2022[39]
- 2022 - Espiral de la Muerte (Muestra Internacional de Teatro de São Paulo)[40]
- 2022 - El Árbol Caminante, en la 13ª Bienal Internacional de Arquitectura de SP[41]
- 2022 - El Árbol Caminante, en el Museo Paranaense, en Curitiba[41]
- 2022 - ¡Watú no está muerto!, en el Instituto de Estudios Brasileños (IEB/USP)[42]
- 2021 - 34ª Bienal de São Paulo[39]
- 2020 - Premio de las Artes EDP, Tomie Ohtake[39]
- 2019 - Salón Arte Pará[43]
- 2019 - Uýra, el árbol andante, en la Galería de Artes Visuales del Largo São Sebastião[42][44]

### Filmografía
- 2022 - Uýra: La recuperación del bosque, dirigida por Juliana Curi, con la participación de activistas y líderes indígenas (tráiler oficial)[33][45][46]